# Brutdauer
Als Brutdauer (auch Bebrütungszeit oder Brutzeit) bezeichnet man die Zeit, die ein Küken von Beginn des Brütens bis zum Schlüpfen benötigt.
Dem Beginn des Brütens geht die Phase des Eierlegens voraus. Diese kann sich je nach Vogelart über mehrere Tage bis Wochen hinziehen, ohne dass die Eier bebrütet werden. Dadurch wird erreicht, dass die Küken alle annähernd zum gleichen Termin schlüpfen. Während des Brütens sorgt das Elterntier durch seine Körperwärme für eine gleichmäßige Temperatur der Eier. Nachdem der Embryo sich zum lebensfähigen Küken entwickelt hat, durchbricht es mit seinem Schnabel und dem darauf befindlichen Eizahn die Schale und schlüpft. Die Entwicklung eines größeren Kükens im Ei dauert länger als die eines kleineren. Dementsprechend haben größere Vogelarten eine längere Brutdauer als kleinere. Die Brutdauer eines kleineren Singvogels wie der Kohlmeise beträgt zehn bis vierzehn Tage. Ein junger Schwan benötigt ungefähr 35 Tage bis zum Schlüpfen.